# 추란디 마르티나
추란디 토마스 마르티나(네덜란드어: Churandy Thomas Martina, 1984년 7월 3일 ~ )는 네덜란드의 남자 육상 선수이다.

## 개인 최고 기록
| 종목 | 시간    | 장소                 | 날짜            | 기타              |
| ---- | ------- | -------------------- | --------------- | ----------------- |
| 60m  | 6초 58  | 독일 슈트트가르트    | 2010년 2월 6일  |                   |
| 100m | 9초 91  | 영국 런던            | 2012년 8월 5일  | 네덜란드 최고기록 |
| 200m | 19초 85 | 스위스 로잔          | 2012년 8월 23일 | 네덜란드 최고기록 |
| 400m | 46초 13 | 미국 텍사스주 엘패소 | 2007년 3월 31일 |                   |

## 올림픽 성적

### 2004년 하계 올림픽남자 100m 성적 (네덜란드령 안틸레스)
|      | 선수            | 세부 종목 | 1차 예선 | 1차 예선 | 2차 예선 | 2차 예선 | 준결선    | 준결선    | 결선      | 결선 |
| 순위 | 선수            | 세부 종목 | 기록     | 순위     | 기록     | 순위     | 기록      | 기록      | 최종 순위 |      |
| 남자 | 추란디 마르티나 | 100m      | 10.23    | 3Q       | 10.24    | 7        | 진출 못함 | 진출 못함 | 진출 못함 |      |

### 2008년 하계 올림픽남자 100m 성적 (네덜란드령 안틸레스)
|      | 선수            | 세부 종목 | 1차 예선 | 1차 예선 | 2차 예선 | 2차 예선 | 준결선 | 준결선 | 결선      | 결선      |
| 순위 | 선수            | 세부 종목 | 기록     | 순위     | 기록     | 순위     | 기록   | 기록   | 최종 순위 | 최종 순위 |
| 남자 | 추란디 마르티나 | 100m      | 10.35    | 1Q       | 9.99     | 1Q       | 9.94   | 3Q     | 9.93      | 4         |
| 남자 | 추란디 마르티나 | 200m      | 20.78    | 3Q       | 20.42    | 2Q       | 20.11  | 1Q     | 실격      | 실격      |

### 2016년 하계 올림픽남자 100m 성적 (네덜란드)
|      | 선수            | 세부 종목 | 1차 예선 | 1차 예선 | 2차 예선 | 2차 예선 | 준결선    | 준결선    | 결선      | 결선      |
| 순위 | 선수            | 세부 종목 | 기록     | 순위     | 기록     | 순위     | 기록      | 기록      | 최종 순위 | 최종 순위 |
| 남자 | 추란디 마르티나 | 100m      | 부전승   | 부전승   | 10.22    | 5        | 진출 못함 | 진출 못함 | 진출 못함 | 진출 못함 |
| 남자 | 추란디 마르티나 | 200m      |          |          |          |          |           |           |           |           |

## 사진

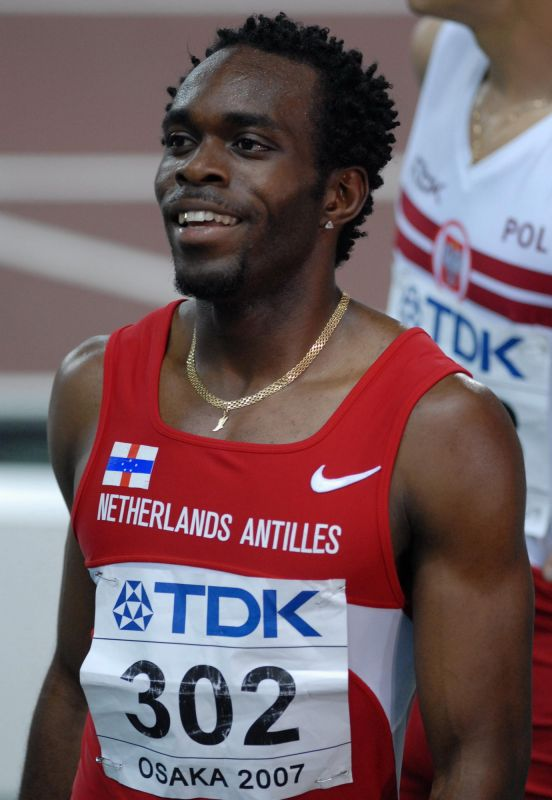
2004년 아테네 올림픽 때. 이때는 네덜란드령 안틸레스 대표로 참가했다.
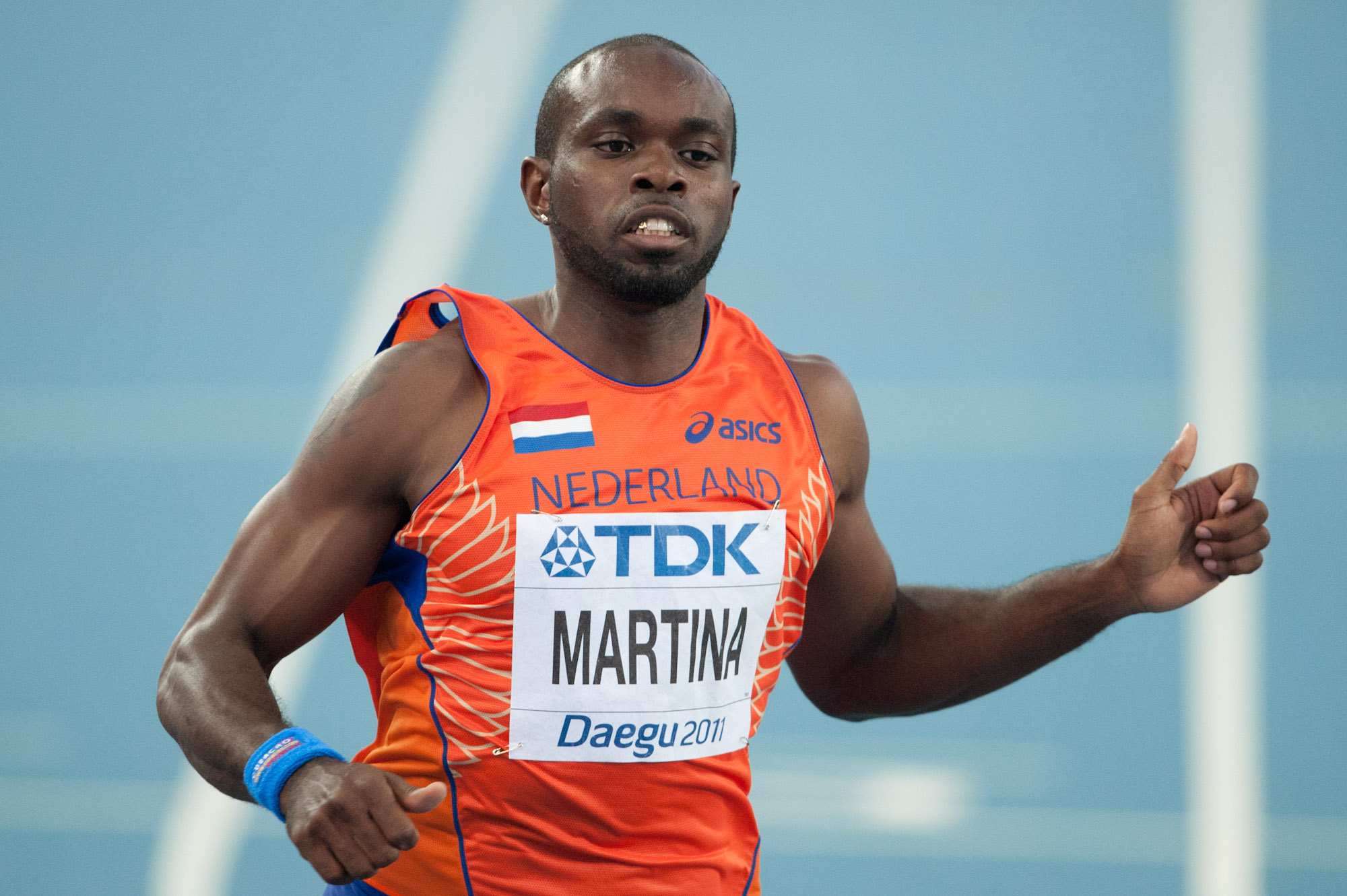
2011년 대구 세계 육상 선수권 대회 때.
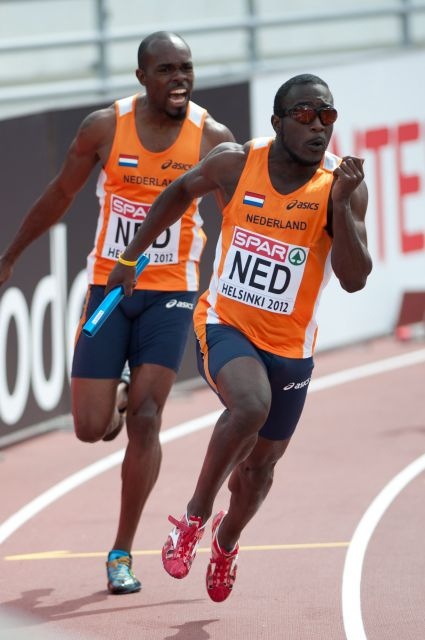
뒤쪽이 추란디 마르티나이고, 앞쪽이 제렐 펠러이다.
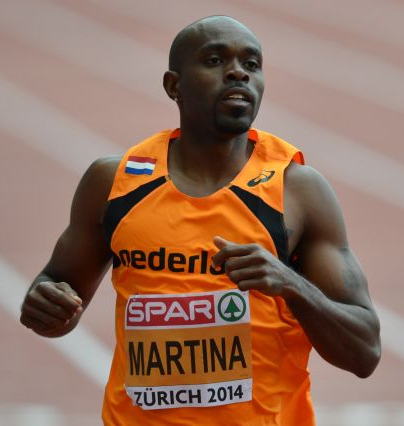
2014년 취리히에서 열린 유럽 육상 선수권 대회 때.
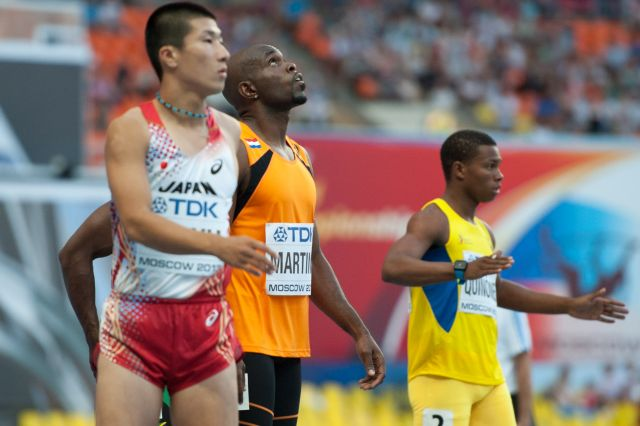
가운데가 추란디 마르티나
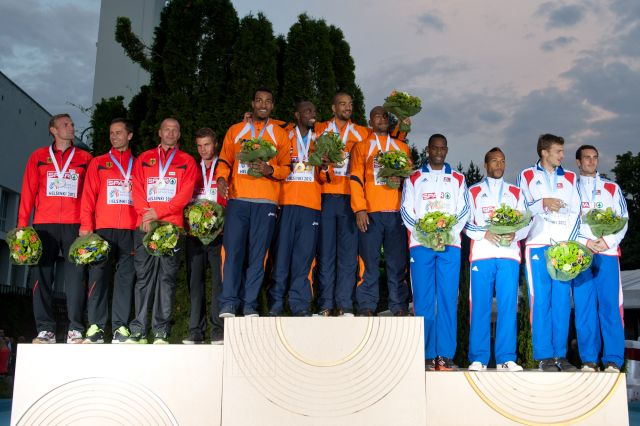
2012년 헬싱키에서. 시상식 중.